# Emanuel Prüll
Emanuel Prüll, někdy uváděn jako Emanuel Pryl (27. října 1896 Praha – 28. února 1980 Praha) byl český akademický malíř a grafik, autor ex libris a sportovec – plavec. Po návratu z první světové války se stal důstojníkem československé armády. Působil ve Vojenském zeměpisném ústavu a v Uměleckých dílnách Památníku odboje MNO (od roku 1930 Památníku národního osvobození) na Vítkově. Během protektorátu byl členem odbojové organizace Družstvo v prvním sledu, která vydávala ilegální časopis V boj. Rovněž pracoval pro Radiotelegrafickou skupinu ON - východ, která zajišťovala zpravodajské rádiové spojení ilegální vojenské organizace Obrany národa se Sovětským svazem. Po rozbití této radiotelegrafické skupiny gestapem na podzim 1941 byl Emanuel Prüll zatčen, odsouzen k trestu smrti a počátkem února 1942 deportován do koncentračního tábora v Mauthausenu. Věznění přežil a po skončení druhé světové války se vrátil do osvobozeného Československa. Od února 1954 byl evidován jako spolupracovník Státní bezpečnosti (StB).

## Životopis

### Studia v Praze
V letech 1910 až 1915 studoval na Uměleckoprůmyslové škole v Praze u českého malíře a grafika Arnošta Hofbauera, u Karla Maška a navštěvoval hodiny, které vedl český malíř a pedagog Emanuel Dítě.

### Sport
Byl členem klubu AC Praha 1890. Věnoval se primárně závodům v plavání. V roce 1911 vyhrál v 15 letech národní distanční závody Zlíchov-Praha (NL 7.8.1911 str. 2) a tento úspěch zopakoval za dva týdny na mezinárodních distančních závodech na Bledském jezeře (NL 23.8.1911 str. 4). Populární distanční závod Napříč Prahou vyhrál poprvé v roce 1913 (NL 25.8.1913 str. 4). Na dlouhých dratích neměl v Čechách do roku 1915 konkurenci. Jeho sportovní kariéru však přerušila první světová válka. Po návratu z války domů se v roce 1920 k závodnímu plavání vrátil (NL – večerní vydání 21.2.1920 str. 2). Účastnil se olympijských her v Antverpách, kde na 1500 m volný způsob nepostoupil z rozplaveb.

### První světová válka
Na frontu odešel roku 1915 po studiích na Uměleckoprůmyslové škole v Praze. Roku 1916 přešel na východní frontě do ruského zajetí. Do řad československých vojenských jednotek na Ukrajině vstoupil již v březnu roku 1916. Byl zařazen jako vojín k 1. a později 3. záložní rotě 1. československého střeleckého pluku. V roce 1916 byl přeřazen k údernému pluku 8. ruské armády. Do vlasti se vrátil v hodnosti podporučíka šestým lodním transportem v září roku 1919. 

### Ve vlasti do německé okupace
V Československu setrval Prüll i nadále v činné službě (štábní kapitán). Po roce 1919 působil též několik let v uměleckých dílnách Památníku odboje na Vítkově. V letech 1927 až 1930 studoval v Praze na Ukrajinské akademii.

### Ilegální činnost za protektorátu

#### Družstvo v prvním sledu a časopis V boj
Brzy po 15. březnu 1939 vznikla kolem penzionovaného policejního úředníka, bývalého legionáře a předsedy vinohradské pobočky "Svazu československých záložníků a bývalých vojáků" majora Josefa Škaldy odbojová organizace Družstvo v prvním sledu. Náplní práce této ilegální organizace bylo vydávání ilegálního časopisu V boj. Ustavující schůzka proběhla ve Škaldově bytě v Praze na Vinohradech  V domě byla umístěna i dílna Škaldova švagra, kde byla bezprostředně po začátku okupace vydávána první čísla časopisu V boj.
Obdobná "ustavující" schůzka "Družstva v prvním sledu" se uskutečnila brzy po 15. březnu 1939 i mezi zaměstnanci Památníku národního osvobození na Vítkově  Schůzky se účastnili: Vojtěch Preissig, Josef Škalda, Emanuel Prüll, František Vik  a další. Tato skupina vydávala první variantu časopisu V boj. V budově Památníku se konaly některé redakční schůzky (a Viktor Preissig zde vytvořil obálku k prvnímu a druhému číslu časopisu V boj)

#### Radiotelegrafická skupina ON - východ
V létě roku 1940 byla vytvořena Radiotelegrafická skupina ON - východ. Vedením této skupiny byl pověřen major Vladimír Ellner. Jejím úkolem pak bylo navázat a udržovat rádiové spojení ON se Sovětským svazem za účelem předávání zpravodajských informací. Skupina se nejčastěji scházela v uměleckém ateliéru bývalého příslušníka Vojenského zeměpisného ústavu, později Uměleckých dílen Památníku odboje MNO (od roku 1930 Památníku národního osvobození) na Vítkově, akademického malíře majora Emanuela Prülla. Radiotelegrafická skupina ON - východ měla původně předávat informace mezi ON a plánovanou Předsunutou agenturní ústřednou československé rozvědky v SSSR. Skupina zahájila vlastní radiotelegrafickou činnost až v březnu 1941, protože londýnská exilová vláda neustále odkládala vlastní praktické zahájení zpravodajské spolupráce se SSSR.
V ateliéru malíře Emanuela Prülla v nejvyšším patře smíchovského domu  bylo v letech 1940 a 1941 stanoviště vysílačky majora letectva RNDr. Josefa Jedličky. (V Prylově ateliéru bylo dost místa k natažení antény a protiváhy.) Vysílačku Magda používali radisté Bohumil Bachura, František Chyba, Jindřich Fröde a Otakar Batlička. Skupina byla ve spojení s pracovníkem konzulátu SSSR Leonidem Andrejevičem Mochovem. Na podzim roku 1941 byla celá skupina zlikvidována gestapem. František Chyba, Jindřich Fröde a Otakar Batlička byli dne 13. února 1942 popraveni v KT Mauthausen. Emanuel Prüll byl rovněž vězněn v KT Mauthausen a dožil se konce německé okupace.

### Zatčení, odsouzení, věznění
Ještě v den zatčení Josefa Churavého (9. října 1941) byl zatčen druhý šifrant profesor experimentální mineralogie RNDr. František Ulrich. O dva dny později (11. října 1941) byli zadrženi malíř a grafik Emanuel Prüll a major Vladimír Ellner. Emanuel Prüll byl stanným soudem v Praze dne 19. ledna 1942 odsouzen k trestu smrti za velezradu a dne 6. února 1942 byl deportován do koncentračního tábora v Mauthausenu. Tady se mu však (neznámo jakým způsobem) podařilo přežít.

### Po druhé světové válce
V roce 1945 se Emanuel Prüll vrátil do osvobozeného Československa. Od 6. února 1954 byl evidován jako spolupracovník státní bezpečnosti (StB) v kategorii "Agent" pod krycím jménem Eman.

## Profil tvorby Emanuela Prülla
Kromě portrétní tvorby proslul za války jako malíř jevištních scén a propagačních plakátů k divadelním představením, koncertům a dalším kulturním akcím. Později se věnoval volné umělecké tvorbě. Byl intenzivně inspirován francouzským impresionismem.

### Irena Bernášková
V roce 1947 vytvořil Emanuel Pryl portrét Ireny Bernáškové (nazývané též Inka Bernášková). Tato žena za odbojovou činnost v období protektorátu zaplatila svým životem. O rok dříve (1946) vytvořil Emanuel Pryl podobiznu jejího otce Vojtěcha Preissiga. Oba portréty byly zhotoveny pro výstavu věnovanou jejich společné odbojové činnosti. (Výstava se konala v učebně Základní školy na pražském Spořilově v říjnu roku 1947.) Emanuel Pryl byl dlouholetým přítelem rodiny Preissigových. V roce 1938 byl právě jeho zásluhou Vojtěch Preissig zaměstnán v Památníku osvobození. Podobizna Inky Bernáškové v černých sametových šatech vyjadřuje mimořádné hrdinství a odvahu, které tato žena prokázala při vydávání ilegálního časopisu V boj stejně jako v době, kdy převáděla československé důstojníky přes moravsko-slovenskou hranici. Umělecké dílo (Olej, plátno, rozměry: 89 × 66 cm) je od roku 1947 součástí původních sbírek Vojenského historického ústavu Praha.

Vojtěch Preissig a jeho dcera Irena Bernášková
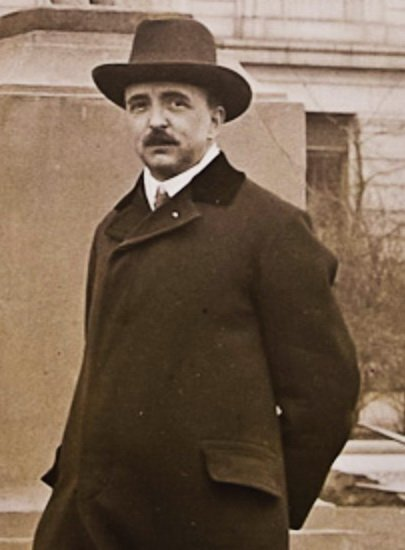
Vojtěch Preissig
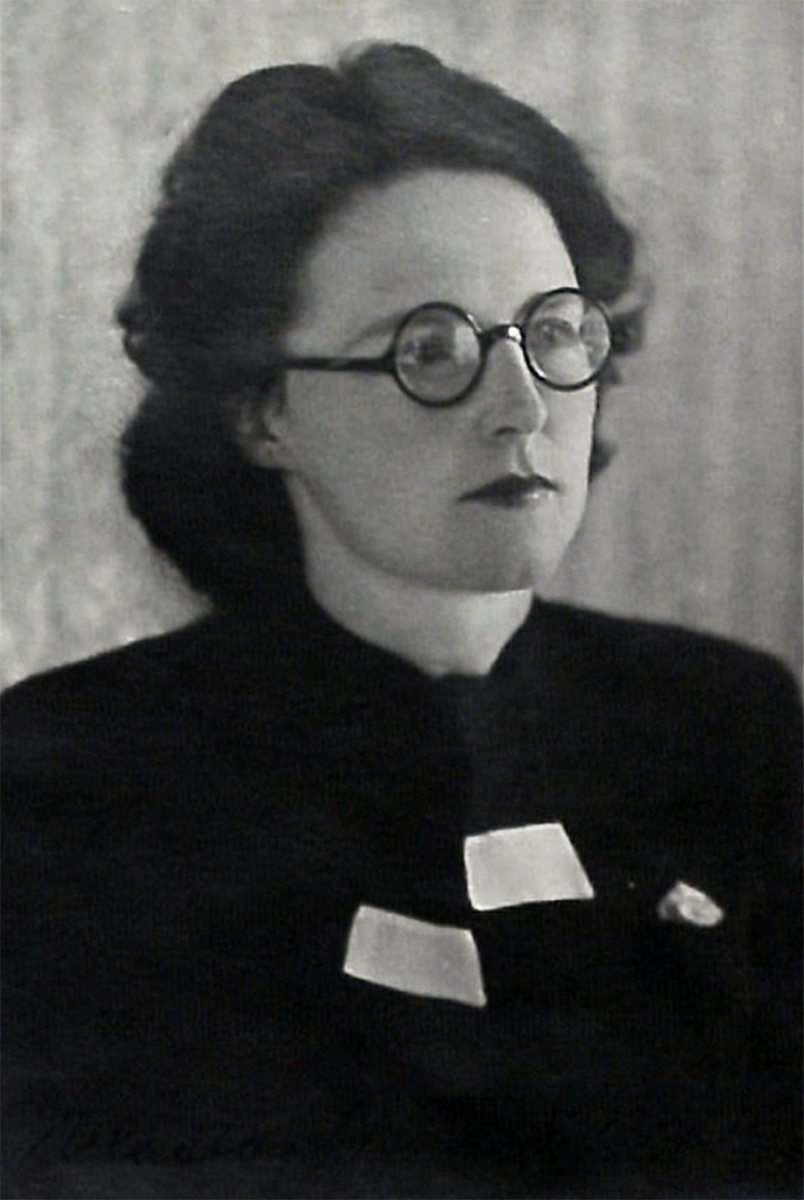
Irena Bernášková

## Autorské výstavy
- 1968 – Emanuel Pryl: Výběr obrazů z let 1927–1967, Galerie bratří Čapků, Praha[1]
- 1973/1974 Emanuel Pryl: Obrazy z let 1962–1973, Galerie bratří Čapků, Praha[1]

## Kolektivní výstavy
- 1937 – LIX. členská výstava Sdružení výtvarníků v Praze, Obecní dům (Reprezentační dům obce pražské), Praha[4]
- 1938 – Náš voják ve výtvarném umění XIX. a XX. století, Obecní dům (Reprezentační dům obce pražské), Praha[4]
- 1939 – Národ svým výtvarným umělcům, Praha (Hlavní město Praha)[4]
- 1940/1941 – Národ svým výtvarným umělcům, Praha (Hlavní město Praha)[4]
- 1945 – Výstava výběru zachráněných obrazů a plastik ze sbírek musea Památníku osvobození, Výstavní síň Jednoty umělců výtvarných, Praha[4]
- 1967 – 1. pražský salon, Bruselský pavilon, Praha[4]
- 1969 – 2. pražský salón (obrazů, soch a grafik), Dům U Hybernů, Praha[4]
- 2002 – Svět hvězd a iluzí. Český filmový plakát 20. století, Moravská galerie v Brně, (Brno-město)[4]
- 2003 – Svět hvězd a iluzí. Český filmový plakát 20. století, Mánes, Praha[4]
- 2003 – World of Stars and Illusions: Gems of the Czech Film Poster Tradition, Czech Centre New York (České centrum New York), New York City (New York)[4]
- 2003 – World of Stars and Illusions: Gems of the Czech Film Poster Tradition, Czech Centre London (České centrum Londýn), Londýn (London)[4]
- 2004 – World of Stars and Illusions: Gems of the Czech Film Poster Tradition, Consulate General of the Czech Republic, Los Angeles[4]
- 2004 – Svet hviezd a ilúzií. Český filmový plagát 20. storočia, České kultúrné centrum, Bratislava[4]
- 2004 – Sterne und Illusionen: Tschechisches Filmplakat des 20. Jahrhundert, Tschechisches Zentrum Dresden (České centrum Drážďany), Dresden (Drážďany)[4]
- 2004 – World of Stars and Illusions: Gems of the Czech Film Poster Tradition, Consulate General of the Czech Republic, Hongkong[4]
- 2004 – Svět hvězd a iluzí. Český filmový plakát 20. století, Galerie umění Karlovy Vary, Karlovy Vary[4]
- 2004 – Showtime: A Century of the Czech Film Posters, Museu de Arte de Macau / Macao Museum of Art, Macao[4]

## Autorské katalogy
- 1968 – Emanuel Pryl: Výběr obrazů z let 1927 – 1967[1]
- 1973 – Emanuel Pryl: Obrazy z let 1962 – 1973[1]

## Kolektivní katalogy
- 1937 – LIX. členská výstava Sdružení výtvarníků v Praze[4]
- 1938 – Náš voják ve výtvarném umění XIX. a XX. století[4]
- 1940 – Národ svým výtvarným umělcům v Praze 1940[4]
- 1940 – Národ svým výtvarným umělcům[4]
- 1945 – Výstava výběru zachráněných obrazů a plastik ze sbírek musea památníku osvobození[4]
- 1967 – 1. pražský salon[4]
- 1969 – 2. pražský salón[4]
- 2004 – Český filmový plakát 20. století[4]

## Emanuel Prüll v encyklopediích a slovnících
- 1993 – Nový slovník československých výtvarných umělců (II. díl; L - Ž), Výtvarné centrum Chagall, Ostrava (Ostrava-město)[1]
- 2003 – Slovník českých a slovenských výtvarných umělců 1950 – 2003 (XII. Por - Rj), Výtvarné centrum Chagall, Ostrava (Ostrava-město)[1]